# Relazione sulle antichità degli indiani
La Relazione sulle antichità degli indiani (in spagnolo: Relación acerca de las antigüedades de los indios) è un testo scritto - su richiesta di Cristoforo Colombo - da Ramón Pané, un frate domenicano spagnolo che accompagnò l'Ammiraglio genovese nel suo secondo viaggio alle Americhe nel 1493. Il libro rappresenta la prima opera letteraria redatta nel Nuovo Mondo.
Il testo di Pané è stato scritto in lingua spagnola, ed è stato uno dei primi tentativi di documentare e comprendere le culture dei popoli indigeni delle Americhe, contribuendo così alla nascita dell'etnografia e dell'antropologia nel contesto americano.

## Contenuto
(Introduzione al testo di Cristoforo Colombo, contenuta in  Fernando Colombo, Capitolo LXII, in Historia del Almirante.)
È uno dei primi documenti scritti sulla cultura e le tradizioni dei nativi americani, in particolare dei Taíno, un popolo indigeno dell'isola di Hispaniola (oggi divisa tra la Repubblica Dominicana e Haiti). Il testo di Pané è una delle prime descrizioni etnografiche degli indigeni delle Americhe, includendo informazioni sulla loro religione, mitologia, usanze, vita quotidiana e credenze.
Pané ha cercato di comprendere e registrare le credenze religiose e culturali dei Taíno, documentando il loro sistema di divinità, rituali e pratiche spirituali. Questa relazione ha fornito agli studiosi un'importante finestra sulle culture indigene delle Americhe prima dell'arrivo dei colonizzatori europei.